# Nelsia tropidogyna
Nelsia tropidogyna är en amarantväxtart som beskrevs av C. C. Towns. Nelsia tropidogyna ingår i släktet Nelsia och familjen amarantväxter. Inga underarter finns listade i Catalogue of Life.